# Conditions normales de température et de pression
Les conditions normales de température et de pression (parfois abrégé CNTP) sont des conditions pratiques, en partie arbitraires, d'expérimentation et de mesure en laboratoire en physique et en chimie. Elles permettent des comparaisons commodes entre résultats expérimentaux. Les conditions les plus usuelles fixent la température normale à 0 °C (273,15 K) et la pression normale à 1 atm (1,01325 bar = 101 325 Pa), soit la pression atmosphérique moyenne au niveau de la mer. D'autres définitions sont toutefois aussi usitées.

## Histoire des sciences
Au début du XIXe siècle, en physique des gaz, est apparu le besoin de rapporter les résultats d'expériences à des conditions standards, ou normales (c'est-à-dire normalisées), de pression et de température. Ces conditions résultent d'un accord empirique et consensuel des expérimentateurs qui s'est établi progressivement dans la première moitié du xixe siècle en Europe. 

### Pression normale
Pour la pression, le choix s'est porté sur la valeur de 760 torrs = 760 millimètres de mercure (mmHg), c'est-à-dire 1 atmosphère, établie par Evangelista Torricelli en 1643 comme valeur moyenne de la pression atmosphérique au niveau de la mer.

### Température normale
La température normale n'est réellement utilisée qu'en physique. En chimie, la température des conditions expérimentales est généralement spécifiée au cas par cas, car les résultats obtenus dépendent de façon cruciale de la ou des températures en jeu.
Au début du XIXe siècle, la température expérimentale était souvent fixée autour de 20 °C car c'était une température pratique selon les conditions climatiques moyennes en Europe. Toutefois, lorsqu'il est apparu nécessaire de mieux préciser les conditions expérimentales, le choix s'est porté sur la température de 0 °C, facile à obtenir et à contrôler car c'est la température de la glace fondante. C'est cette température qui est utilisée dans les résultats d'Avogadro (1811), puis de Clapeyron (1834).
Pour la tolérance géométrique des produits, la norme ISO 1 éditée en 1951 a défini la température de 20 °C comme température de référence, suivant le choix fait par le Comité international des poids et mesures en 1931.

## Définition usuelle des conditions normales de température et de pression
La température est fixée à une valeur dite température normale, égale à 0 °C, soit 273,15 K.

La pression est fixée à une valeur dite pression normale, égale à 1 atm, soit 101 325 Pa.
Ce sont ces conditions qu'il faut entendre lorsqu'elles sont spécifiées sans autre précision.

## Autres définitions
En chimie, l'Union internationale de chimie pure et appliquée (IUPAC) a défini en 1982 comme conditions normales la température de 0 °C (273,15 K) et la pression de 100 kPa (= 1 000 hPa = 1 000 mbar = 1 bar ou 0,986 atm) ; une autre variante fixe la température ambiante de référence à 25 °C (voir État standard).
Dans l'industrie pétrolière et gazière, on utilise fréquemment comme conditions normales la température de 15 °C (288,15 K) et la pression de 1 atm (101 325 Pa).
En Russie, la norme d'État GOST 2939-63 spécifie comme conditions normales : la température de 25 °C (298,15 K) ; la pression de 760 mmHg (101 325 Pa), sous l'accélération normale de la pesanteur (9,806 65 m s−2) et un taux d'humidité relative nul.
Au Québec, TAPN (« température ambiante et pression normale ») indique une température de 25 °C et une pression de 101,3 kPa[source insuffisante].

## Conditions normales selon diverses organisations
| Température | Pression absolue | Taux d'humidité relative | Organisme prescripteur           |
| °C          | Pa               | % RH                     | Organisme prescripteur           |
| ----------- | ---------------- | ------------------------ | -------------------------------- |
| 0           | 100 000          |                          | IUPAC (STP)                      |
| 25          | 100 000          |                          | IUPAC                            |
| 0           | 101 325          |                          | ISO 10780 ; ancienne norme IUPAC |
| 15          | 101 325          | 0                        | ISO 13443 ; ISA de l’OACI ; AEE  |
| 20          | 101 325          |                          | EPA                              |
| 20          | 101 300          | 50                       | ISO 5011                         |
| 25          | 101 325          |                          | EPA                              |

## Conditions ambiantes de température et de pression
Les conditions ambiantes de température et de pression (CATP) ne sont utilisées qu'en chimie. Bien qu'il existe plusieurs définitions, la plus commune est la suivante : ce sont les conditions dans lesquelles la constante d'auto-ionisation (autoprotolyse) de l'eau Ke est de 10−14.
Elles correspondent à une température de 25 °C et à une pression de 100 kPa.
La « température ambiante » correspond à 25 °C. Si la « pression ambiante » n'est pas spécifiée, elle est par défaut de 100 kPa.

## Normo mètre cube
Le normo mètre cube (symbole Nm3) permet d'indiquer un volume de gaz sans avoir à communiquer les conditions de pression et température dans lesquelles ce volume a été mesuré. Le normo mètre cube est mesuré dans les conditions normales de pression et température. Deux normes coexistent :
- pression de 101 325 Pa (pression atmosphérique normale), identique pour les deux normes ;
- température :
  - DIN 1343 : température de 273,15 K (0 °C) ;
  - ISO 2533 : température de 288,15 K (15 °C).